# Шніцер Олексій Ількович
Шніцер Олексій Ількович (Псевдо:«Богун», «Дзвінка», «Меч»; 1912, Болотня, Перемишлянський район, Львівська область – 1946?) – командир сотні УПА «Риболовці» у ТВ-17 «Бережани» ВО-3 «Лисоня», лицар Бронзового хреста бойової заслуги УПА.

## Життєпис
Командир сотні УПА «Риболовці» (09.1944-02.1946). 
12.02.1946 р. захоплений у полон військово-чекістською групою Поморянського РВ НКВС, імовірно розстріляний. 
Старший булавний (1.01.1945), хорунжий (15.04.1945) УПА. 

## Нагороди
- Згідно з Виказом відзначених крайового військового штабу УПА-Захід від 1.09.1946 р. хорунжий УПА, командир сотні УПА «Риболовці» Олексій Шніцер – «Меч» нагороджений Бронзовим хрестом бойової заслуги УПА.

## Вшанування пам'яті
- 22.04.2018 р. від імені Координаційної ради з вшанування пам’яті нагороджених Лицарів ОУН і УПА у с. Подусільна Перемишлянського р-ну Львівської обл. Бронзовий хрест бойової заслуги УПА (№ 058) переданий Ростиславові Шніцеру, племіннику Олексія Шніцера – «Меча».